# Alexander Chernoivanov
Alexander Pétrovich Chernoivanov, más conocido como Alexander Chernoivanov, (Krasnodar, 13 de febrero de 1979) es un exjugador de balonmano ruso que jugaba de pívot. Fue un componente de la selección de balonmano de Rusia con la que jugó 116 partidos y marcó 232 goles.
Con la selección disputó los Juegos Olímpicos de Pekín 2008.

## Palmarés

### Chejovskie Medvedi
- 1 Recopa de Europa: 2006
- 13 Liga de Rusia de balonmano: 2005, 2006, 2007, 2008, 2009, 2010, 2011, 2012, 2013, 2014, 2015, 2016, 2017
- 7 Copa de Rusia de balonmano: 2006, 2009, 2010, 2011, 2012, 2013, 2015

## Clubes
- SKIF Krasnodar (1997-2004)
- Chejovskie Medvedi (2004-2017)
- Spartak de Moscú (2017-2019)
- HC Tangarog (2019-2020)